# 赣州车务段

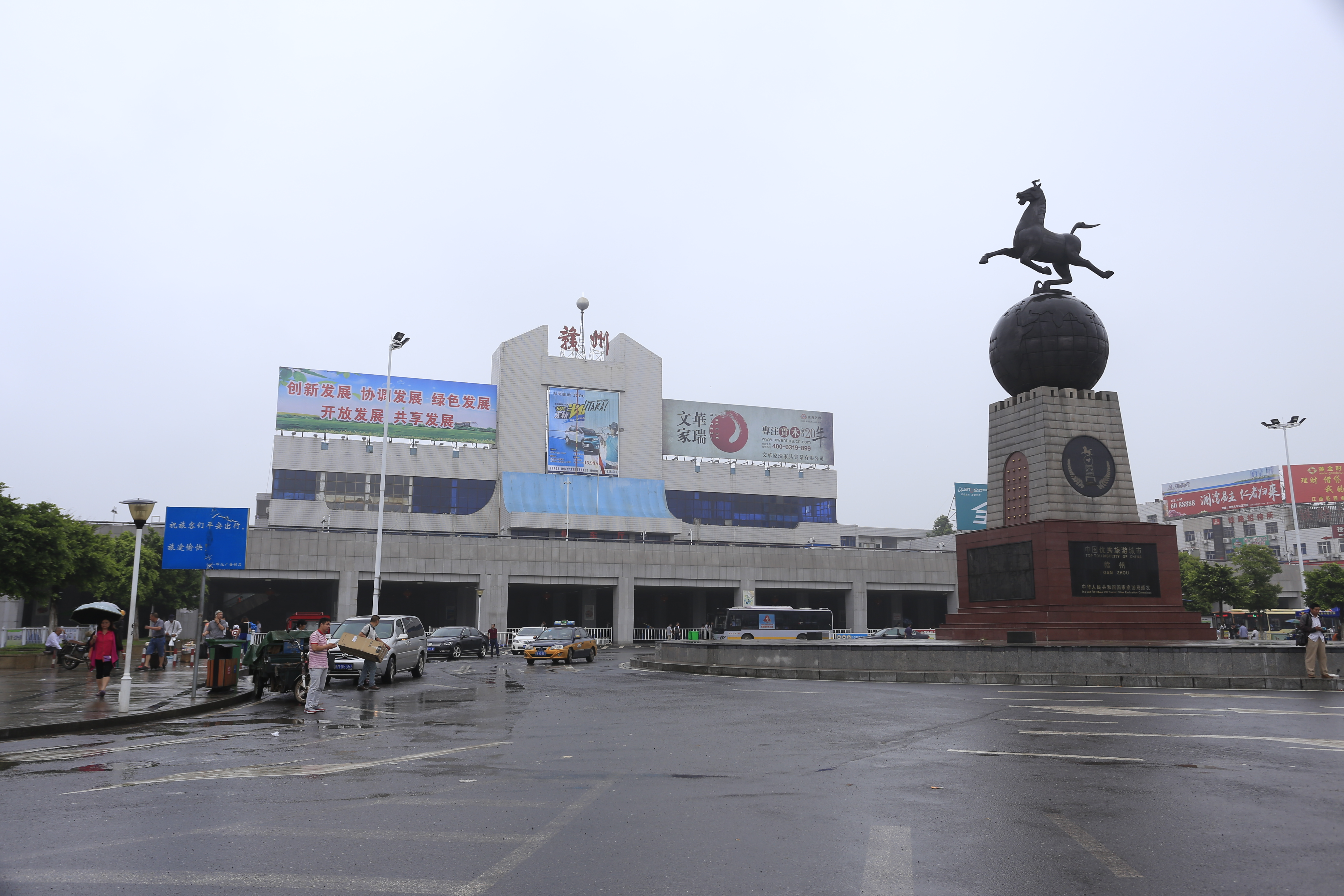
赣州车务段管辖的车站赣州车站，车务段就在车站广场北侧（图左）

赣州车务段是南昌铁路局的一个直属段，总部位于江西省赣州市章贡区五洲大道的赣州站广场北侧。
赣州车务段是和南昌铁路局随着京九铁路通車而设立的，相比局内其他车务段基础设施比较落后。

## 历史
- 1996年京九铁路修通运营，赣州车务段也因此成立。
- 2003年年底辖京九线高兴镇至定南[2]。
- 2005年7月1日车务段拥有段内南下的始发车。
- 2005年10月11日赣龙铁路通车，车务段开行吉安到厦门的列车[3]，沿线江西段新增车站归赣州车务段管辖。
- 2006年3月20日之前辖34个车站；3月20日18时起接管了被撤销的南昌车务段的6个车站，管辖京九线三江镇一定南站、赣龙线赣州东一瑞金站和一条吉井线，共40个车站[4][5]。
- 2007年4月吉井铁路通车，沿线新增车站归赣州车务段管辖[6]。
- 2008年年底辖42个车站，辖京九线三江镇一定南站、赣龙线赣州东一瑞金站和一条吉井线[7]。
- 2013年12月28日吉衡线通车，吉井线并入吉衡线，沿线江西省进内车站归赣州车务段管辖[8]。
- 2013年年底辖40个车站，辖京九线峡江一定南站、赣龙线赣州东一瑞金站、吉衡线吉安南一睦村[9]。
- 2014年年底辖46个车站，辖京九线峡江一定南站、赣龙线赣州东一瑞金站、吉衡线吉安南一睦村、赣韶线南康一梅关站[10]。

## 所辖车站
- 京九线：峡江-定南
- 京港高速线昌赣段：峡江-赣州西[11]
- 京港高速线贛深段：贛州西-定南南
- 赣龙线：赣州东-瑞金[12]
- 赣韶线：南康-梅关[13]
- 吉衡线：吉安南-睦村